# Filtre de Butterworth
El filtre de Butterworth és un dels filtres electrònics més simples, dissenyat per a produir la resposta més plana que sigui possible fins a la freqüència de tall. És a dir, la sortida es manté constant quasi fins a la freqüència de tall, després disminueix a raó de 20n decibel dB per dècada (ó ~6n dB per octava), on n és el nombre de pols del filtre. El filtre de Butterworth més bàsic és el típic filtre passa baix de primer orde, el qual pot ser modificat a un filtre passa alt o afegir en sèrie altres formant un filtre passa banda o elimina banda i filtres d'ordres majors.

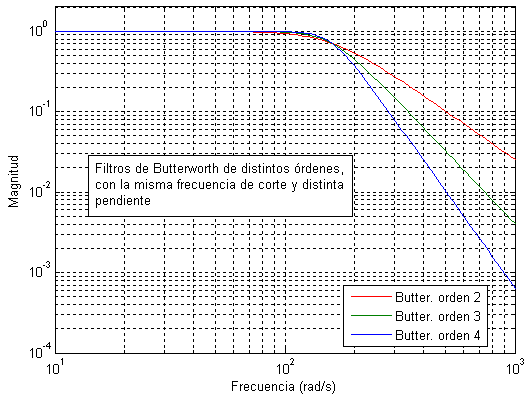
Filtres de Butterworth de diversos ordres.

La resposta en freqüència del filtre és màximament plana (amb les mínimes ondulacions) a la banda passant. Vist en un diagrama de Bode amb escala logarítmica, la resposta decau linealment des de la freqüència de tall cap a menys infinit. Per a un filtre de primer ordre són -20 dB per dècada (aprox. -6dB per octava).
El filtre de Butterworth és l'únic filtre que manté la seva forma per a ordres superiors (només amb una caiguda de més pendent a partir de la freqüència de tall).
Aquest tipus de filtres necessita un major orde per uns mateixos requisits en comparació amb altres filtres com ara els de Txebixov.

## Història
Va ser descrit per primer cop per l'enginyer britànic S. Butterworth (va refusar expressament publicar el seu primer nom; es creu que era Stephen) al seu llibre "On the Theory of Filter Amplifiers", Wireless Engineer (també anomenat Experimental Wireless and the Radio Engineer), vol. 7, 1930, pp. 536-541.

## Disseny
Si anomenen H a la resposta en freqüència, s'ha de complir que les 2N-1 primeres derivades de {\displaystyle \left|H(\Omega )\right|^{2}} siguin zero per a {\displaystyle \Omega =0} i {\displaystyle \Omega =\infty }. Únicament te pols i la funció de transferència és:
{\displaystyle \left|H(\Omega )\right|^{2}={1 \over {1+(\Omega /\Omega _{c})^{2N}}}}
on N és l'ordre del filtre, {\displaystyle \Omega _{c}} és la freqüència de tall (a la que la resposta cau 3 dB per sota de la banda passant) i {\displaystyle \Omega } és la freqüència analògica complexa ({\displaystyle \Omega }=j w).
El disseny és independent de la implementació, que pot ser per exemple mitjançant cèl·lules de Sallen-Key o Rauch, components discrets, etc.

### Implementació digital
Implementacions digitals del Butterworth i altres filtres estan habitualment basades en el mètode de la transformació biliniar o el de la transformada Z, dos mètodes diferents per discretitzar un disseny d'un filtre analògic. En el cas dels filtres com el Butterworth, el mètode de la transformada Z és equivalent al mètode de l'impuls invariant. Per ordres majors, els filtres digitals són sensibles als errors de quantització, així que són habitualment calculats en cascada de seccions biquaternàries, més una secció de primer o tercer ordre per als d'ordre imparell.